# Gueorgui Koventchouk
Gaga Gueorgui Vassilievitch Koventchouk (en russe : Гага Георгий Васильевич Ковенчук ; 2 décembre 1933 – 3 février 2015) est un peintre, graveur et écrivain soviétique et russe.
Artiste peintre, graphiste, imagier-peintre des livres et affiches, graveur (eau-forte, aquatinte, lithographie, linogravure, xylographie, monotype, sérigraphie, pochoir), il s’occupait également de la céramique. Artiste émérite de Russie, membre de la section des graphistes de l’Union des peintres de Saint-Pétersbourg, membre de l’Union des journalistes. Participant de l’association créative des peintres des affiches « Boyévoï karandach » (Crayon combatif / Боевой карандаш).

## Biographie
Gueorgui Koventchouk est né à Léningrad le 2 décembre 1933. Sa mère est la peintre scénographe de théâtre Nina Nikolaevna Koventchouk (elle a notamment travaillé au Théâtre Akimov) et son grand-père est le peintre avant-gardiste Nikolaï Koulbine.
Gueogui Koventchouk a fait ses études d’abord à l’Ecole de l’art secondaire puis à la faculté d’art graphique de l'Institut de peinture, sculpture et architecture I. E. Repine de Léningrad (1954-1960) dans l’atelier de Alexeï Pakhomov. La soutenance de son diplôme a été faite sur la base d’une série d’affiches.
Le peintre a beaucoup dessiné comme illustrateur pour plusieurs maisons d’édition et revues : Avrora (dont il a été chef peintre de 1969 à 1972), Koster, Mourzilka (depuis 1975) et autres. Pendant toute sa vie Koventchouk a travaillé comme imagier-peintre de livres, illustrant les œuvres des écrivains russes du XXe siècle ; certains de ces livres ont été publiés à l’étranger, comme le recueil de nouvelles de Mikhaïl Zochtchenko paru en 2011 au Japon. Les plus célèbres livres illustrés par lui sont les Extraits des carnets d’écrivain (Из записных книжек) d'I. A. Ilf (plusieurs fois réédité) et La Punaise (Клоп), pièce de Vladimir Maïakovski éditée en 30 000 exemplaires. En 1975, il obtient pour son travail d’illustrateur-graphiste de cette œuvre le prix du Meilleur livre de l’année et en 1994 la médaille d’argent de la Biennale internationale de peintres graphistes à Brno (République Tchèque).
En 2013, une nouvelle édition de La Punaise a été éditée en tirage limité (50+20 exemplaires) en format du Livre d'artiste et en sérigraphie,,.
Dans les années 1980-2000, Gueorgui Koventchouk a beaucoup voyagé. Pendant plusieurs années, il a régulièrement vécu et travaillé en France, à Paris, et dans plusieurs autres pays d’Europe (Suède, Angleterre, Allemagne, Pologne, Monaco, Finlande etc), mais aussi aux États-Unis, au Japon, en Chine et en Tunisie. Une place à part dans son héritage artistique revient aux séries de peintures et œuvres graphiques (par exemple, Moulin Rouge) créées à Paris dans la Rue Lepic. Pendant toute sa carrière, le peintre a collaboré avec plusieurs hommes illustres de l’époque, parmi lesquels on peut citer Georg Solti, Alexeï Kroutchenykh, Alexeï Khvostenko, Marc Chagall, Lili Brik, Marlene Dietrich, Otar Iosseliani, Daniil Granine, Sergueï Dovlatov,.
En 2003, le peintre s’est vu attribuer la médaille d’argent de l’Académie russe des beaux-arts.
Gueorgui Vassilievitch Koventchouk est mort à Saint-Pétersbourg le 3 février 2015. Il est enterré au cimetière orthodoxe de Smolensk à Saint-Petersbourg.

## Rétrospectives de l’artiste
Gueorgui Vassilievitch Koventchouk a participé à de nombreuses expositions nationales russes et étrangères depuis 1956. Ses projets d’artiste ont été présentés dans plusieurs pays du monde (Russie, Grande-Bretagne, Suède, Monaco, Allemagne, États-Unis et autres).
- « Œuvres de Gueorgui Koventchouk », Maison de café du Jardin d’Eté, Saint-Pétersbourg, 1971 ;
- « Œuvres de Gueorgui Koventchouk », Magasin-salon « Léningrad », Saint-Pétersbourg, 1977 ;
- « Gueorgui Koventchouk », Rédaction de la revue Avrora, Saint-Pétersbourg, 1981 ;
- « Œuvres de Gueorgui Koventchouk », Maison des écrivains, Saint-Pétersbourg, 1982 ;
- « GAGA », Galerie Aronowitsch i Trosa Kvarn, Trosa, Suède, 1988, 1989, 1990 ;
- « GAGA », Fine Art Gallery, Londres, 1990 ;
- « GAGA », Galerie Alexander, Berlin, 1998 ;
- « GAGA », Galerie « W », Paris, 1998, 2002, 2003 ;
- « Œuvres de Gueorgui Koventchouk », Borée, Saint-Pétersbourg, 2000 ;
- « Gueorgui Koventchouk. Perception du monde », Palais de Marbre (Saint-Pétersbourg), Musée National Russe, Saint-Pétersbourg, 2002 ;
- « Frappé au Moulin Rouge », Galerie Matisse club, Saint-Pétersbourg, 2003 ;
- « GAGA », Galerie Pastor Gismondi, Monte Carlo, Monaco, 2004, 2005 ;
- « Koventchouk », Galerie Matisse club, Saint-Pétersbourg, 2005 ;
- « Oh, ce Midi. Oh, cette Nice... », Galerie de peinture régionale de Tambov, 2006 ;
- « Oh, ce Midi. Oh, cette Nice... », Galerie de peinture de Koursk au nom de A. A. Deineka, 2007 ;
- « Gueorgui Koventchouk. Interférence – Japon et pas seulement... », Galerie AYA, Saint-Pétersbourg, 2007 ;
- « Deux peintres » (ensemble avec son fils Alexei Koulbine), Maison Nabokov, Saint-Pétersbourg, 2012 ;
- « Je me suis appelé Gaga », Salon Bleu de l’Union des peintres de Saint-Pétersbourg, 2012 ;
- « Gaga dessine une Punaise de lit », KGallery, Saint-Pétersbourg, 2013 ;
- « George (Gaga) Kovenchuk », I.B. Clark Gallery (New Hope, Pennsylvanie, 2015[8] ;
- « GAGA Gueorgui Vassilievitch Koventchouk. 1933-2015 », palais de Marbre (Saint-Pétersbourg), Musée National Russe, Saint-Pétersbourg, 2015[9],[10].

## Œuvres dans les collections des musées
- Galerie Tretiakov, Moscou ;
- Musée National Russe, Saint-Pétersbourg ;
- Bibliothèque nationale russe. Département des estampes, Saint-Pétersbourg ;
- Musée d’État d'histoire de Saint-Pétersbourg, Saint-Pétersbourg ;
- Musée de l’Art de Saint-Pétersbourg des XX-XXI siècles. Salle centrale d’exposition Manège, Saint-Pétersbourg ;
- Musée V. V. Maïakovski, Moscou ;
- Centre d’exposition et de musée «ROSIZO», Moscou ;
- Galerie de peinture de Tambov, Tambov ;
- Galerie de peinture régionale de Koursk au nom de A. A. Deineka, Koursk ;
- Musée d’État d’art régional de Sakhaline, Ioujno-Sakhalinsk ;
- Musée d'État des arts Abilkhan Kasteyev, Almaty ;
- Moravian Gallery in Brno, République tchèque ;
- Spencer Museum of Art (États-Unis)[11],[12] ;
- Zimmerli Art Museum, États-Unis ;
- Les Musees de La Citadelle, Villefranche-sur-Mer ;
- Kolodzei Art Foundation, États-Unis[13].

## Теxtes de Gueorgui Koventchouk
- Je me suis appelé Gaga (livre-album). – Saint-Pétersbourg, NP-Print, 2012, 318p. (Rus);
- A Léningrad Pétersbourg était plus présent (interview). – Nevskoïé Vremya, 22 mars 2011. (Rus);
- Appartement № huit et autres choses [recueil de récits]. – Saint-Pétersbourg, NP-Print, 2011, 318p. (Rus);
- Extraits des notes du peintre. – Zvezda, 2009, № 6. (Rus);
- Qu’est-ce que le formalisme dans la peinture et comment le pouvoir soviétique l’a combattu. – Gorod 812, 12 mai 2009. (Rus);
- Débarquement à Monte-Carlo, – NoMI, 2004, №4. (Rus);
- Un mois à BAM, - Moscou, Sovietski khoudojnik (Peintre soviétique), 1978, 74p. avec ill. (Rus);
- A propos du pétrole, – Moscou, Detskaïa literatoura (Littérature pour enfants), 1975. (Rus);
- Pour tous ceux qui veulent voir (à l’occasion du jubilé d’Henri Matisse), – Koster, 1969, №12. (Rus).